# Crioll portuguès de Sri Lanka
El crioll portuguès de Sri Lanka, crioll portuguès de Ceilan o indoportuguès de Sri Lanka és una llengua parlada a Sri Lanka. Si bé les llengües predominants de l'illa són el singalès i el tàmil, la interacció del portuguès en els habitants de Sri Lanka va portar a l'evolució d'un nou llenguatge, un crioll que va florir com a lingua franca a l'illa durant més de 350 anys (s. XVI fins a mitjan segle xix). El crioll encara és parla per un nombre de població desconeguda però molt petit. Tots els parlants del crioll són membres de la comunitat dels burghers, descendents dels portuguesos i neerlandesos que originalment van fundar famílies a Sri Lanka. Els europeus, eurasians, i burghers representen el 0,2% de la població de Sri Lanka. Tot i que només un petit grup de persones realment encara parlen el crioll, molts habitants de Sri Lanka que no són ni d'origen portuguès, ni catòlics, continuen les tradicions culturals portugueses. El crioll s'associa amb els kafirs de Sri Lanka, un grup ètnic minoritari. El crioll de Sri Lanka s'ha considerat el dialecte crioll més important d'Àsia a causa de la seva vitalitat i la influència del seu vocabulari en la llengua singalesa. Es poden observar manlleus del portuguès en moltes àrees de llengua singalesa. La influència portuguesa ha estat profundament absorbida en la vida i comportament diaris de Sri Lanka que és probable que aquestes tradicions continuïn a perpetuïtat.

## Història
El 1517 ela portuguesos, atrets per les espècies de l'illa i la seva posició estratègica (a mig camí entre les seves possessions a la costa oest de l'Índia i Malaca), van enviar una expedició des de Goa per establir un lloc de comerç a Colombo. Van introduir el cristianisme a l'illa, i van concedir favors especials a qui es convertia. Van aprofitar l'inestable situació política a l'illa en el seu propi benefici, els portuguesos aviat es van guanyar la posició de guardians del monarca nominal del sud de Sri Lanka. El 1557, Dharmapala, que era el rei a Kotte, vora Colombo, i tenia sobirania sobre Kandy i Jaffna (els altres dos regnes) va ser batejat Dom João Dharmapala trencant una tradició de 1.850 anys seient al tron singalès com un rei cristià. Alguns aristòcrates de Sri Lanka i els altres van seguir el rei i es van convertir. El 1597 Dharmapala, l'últim rei de Kotte, va morir sense fills, i va llegar el seu regne a Felip I, rei de Portugal. El 1617, amb l'annexió de Jaffna, l'autoritat portuguesa es va estendre sobre tota la zona de terres baixes. El catolicisme va continuar creixent, però els portuguesos van ensinistrar cap clergat indígena, pel que va ser simplement un microcosmos de l'església a Portugal.
El neerlandesos eren en contacte amb la cort de Kandy ja el 1602. Va trigar fins a 1632 perquè el monarca de Kandy, Raja Sinha II, va demanar la cooperació neerlandesa per expulsar els portuguesos de l'illa. Va seguir un llarg període de conflicte, incloent l'adquisició neerlandesa de Batticaloa el 1638, i va acabar amb la caiguda de Mannar i Jaffna el 1658. Quan Raja Sinha II es va adonar que els neerlandesos no tenien cap intenció de lliurar-li les seves noves conquestes, l'aliança es va dissoldre ràpidament i l'enemistat va tornar. La Companyia Neerlandesa de les Índies Orientals només s'interessava en els beneficis comercials i es va resistir a participar en costoses operacions militars contra Kandy. Durant el domini neerlandès, 1761-1766, va ser l'únic període de guerra oberta. Elsneerlandesos també maltractaren els catòlics i forçaren les conversions al calvinisme, la pràctica de la fe, i els neerlandesos van prohibir els sacerdots catòlics de practicar. Els catòlics es van reunir en secret a llars privades per practicar la seva fe. En aquest moment, l'Església catòlica podria haver desaparegut per complet a Sri Lanka si no hagués estat per la feina dels sacerdots de Goa que va arribar a l'illa per salvar el catolicisme.

## Origen
Els portuguesos s'havien establert des vint anys a Goa abans d'anar a Sri Lanka el 1517. En aquest peróde s'havia començat a desenvolupar un clar pidgin del portuguès, i això va ser utilitzat com a base per a la comunicació amb els habitants del nou territori. Hi ha molt poques proves documentades de la situació lingüística en el moment, però, és clar que a principi del segle xvii es parlava un pidgin de base portuguesa al litoral controlat pels portuguesos, i no era desconegut al regne de Kandy a causa seus freqüents tractes amb els estrangers. A més, s'havia establert una comunitat criolla consistent en dos grups o parlants criolls: els topazes (Tupasses, mestiços, etc.), persones de pell fosca o de mitja casa d'origen portuguès, i de professió cristiana, i kafirs (cafres, etc.), o bantus.
Els topazes eren fills de mares locals o mestisses i de pares portuguesos o mestissos. Havien estat exposats al pidgin o crioll portuguès a casa. S'identifiquen com a portuguesos, un fenomen natural, tenint en compte que els portuguesos eren al vèrtex de l'ordre social, tot i que probablement tenien llaços familiars locals. Els portuguesos van portar esclaus bantus (kafirs) a Sri Lanka des de la regió oriental dels Grans Llacs d'Àfrica. Aquests haurien parlat pidgin portuguès, i és probable que molts fossin parlants criolls nadius, però potser no de la varietat de Sri Lanka. Com que treballaven principalment en el servei domèstic, haurien ensenyat als nens molt petits dels Casados (parelles mixtes que havien vingut com a colons a Sri Lanka) el pidgin o crioll. També podrien haver estat fills d'unions casuals de topazes portugueses amb kafirs, però no és clar a quin grup haurien pertangut.
Sri Lanka va ser una colònia neerlandesa de 1658 a 1796. Durant aquest temps hi va haver influència neerlandesa a la llengua, i, possiblement, el desenvolupament d'un crioll portuguès-holandès. Podria haver-ne hagut alguns parlants a Wattala, un suburbi de Colombo. Tanmateix, la majoria de burghers neerlandesos parlava neerlandès, portuguès, anglès o crioll portuguès.

## Ús actual
Avui en dia l'idioma és parlat pels descendents de topazes i Casados, els burghers portuguesos, a les ciutats orientals de Batticaloa (Koolavaddy,  Mamangam, Uppodai, Dutch Bar, Akkaraipattu) i Trincomalee (Palayuttu). No obstant això, també hi ha parlants entre els kafirs de Sri Lanka, descendents d'esclaus bantus, al província del nord-oest, a Puttalam (Mannar). A més, al poble de Wahakotte prop de Galewala, al centre de Sri Lanka, hi ha una petita comunitat catòlica amb ascendència portuguesa parcial, on l'idioma es parlava fins fa dues generacions.
Batticaloa és una ciutat costanera de mida mitjana a la Província Oriental, que sempre ha estat un lloc aïllat i ha estat capaç de retenir molts hàbits antics. Aquest aïllament va ser un factor en la preservació del crioll, però hi ha molt poca informació sobre la història de la ciutat. La immensa majoria parla tàmil, però també hi ha una comunitat concentrada de burghers de parla crioll. A la primera part del segle la majoria dels burghers vivien prop al centre, però més recentment, molts s'han traslladat a les zones perifèriques. Tots els burghers de Batticaloa parlen tàmil, molts d'ells ho fan millor que el crioll, i alguns també parlen singalès o anglès. El grup no té contacte amb cap altre parlant crioll a l'illa, i des de fa molt temps el crioll va perdre terreny davant del tàmil. En l'actualitat, es pot observar la disminució a través de generacions successives: com més jove sigui el burgher, menys probable és que parli el crioll, i si el pot parlar, la seva forma de parlar exhibeix més característiques del tàmil que la dels seus pares. Els membres de la comunitat dels burghers són en constant interacció amb parlants del tàmil, ja que viuen, treballen, juguen, estudien, i resen junts. Els nens aprenen burgeses Tàmil, al mateix temps que aprenen la llengua criolla. És difícil determinar quants dels burghers de Batticaloa encara parlen crioll, però el més probable que l'entenguin, encara que a moltes llars el tàmil ha esdevingut la llengua predominant.
El llenguatge s'enfronta a l'extinció, ja que actualment només es fa servir a la llar i pocs són capaços de parlar-lo bé. Al llarg de Sri Lanka molts parlants de crioll han emigrat a altres països com Austràlia, Nova Zelanda, Canadà, Estats Units i Europa. Encara hi ha 100 famílies burgher a Batticaloa i Trincomalee i 80 famílies kafir a Puttalam que el parlen. El crioll era molt prominent en el passat, sense caure en desús tot i les prediccions que s'extingiria, però les perspectives actuals per a la  supervivència no són gaire optimistes.
Una mostra primerenca de la llengua fou recollida per Hugh Nevill, un funcionari britànic destinat a Sri Lanka al segle xix. Entre la seva gran col·lecció de manuscrits orientals hi ha el Manuscrit crioll portuguès de Sri Lanka, que conté més de mil versos i un llarg text en prosa.